# 张玲 (体操运动员)
张玲（1992年9月18日—），中國女子藝術體操運動員。

## 生平
2015年9月，张玲代表中國參加在德国斯图加特舉行的世界藝術體操錦標賽。她與舒思瑶、鲍语晴、赵敬楠和杨晔組成的隊伍以33.199分获得集体全能第八名，直接获得了里約奥运会的參賽资格。
2016年8月，张玲代表中國參加在巴西里約熱內盧舉行的奧林匹克運動會，與舒思瑶、赵敬楠、杨晔和鲍语晴組成隊伍出戰韻律體操女子團體全能比賽項目。她們在第一轮五人帶操項目取得16.333分，列第9名；在第二轮棒和圈操表演即将结束时，隊友杨晔因受伤而突然不能动弹，没能完成最后一个动作，最终中国队取得15.800分，列第11名，未能晋级决赛。賽後，张玲表示能参加奥运会已是很大荣幸，她和隊友已经把自己所有水平都发挥出来了。希望中国艺术体操的未来会更好。